# Саманта Йънг
Саманта Йънг (на английски: Samantha Young) е шотландска писателка на произведения в жанра чиклит.

## Биография и творчество
Йънг завършва през 2009 г. средновековна и древна история в Единбургския университет. От малка мечтае да се занимава с писане. Завършва първия си ръкопис по време на последния семестър в университета.
Има издадени 21 книги, 5 от които са преведени на български език (изд. „Orange Books“). Попадала е в класациите с бестселъри на Ню Йорк Таймс, Ю Ес Ей Тъдей и Уолстрийт джърнъл. Книгите ѝ са издадени в над 30 страни по света.
Живее в малко селце в Стърлингшър, Шотландия,

### Самостоятелни романи
- Drip Drop Teardrop (2011)
- Slumber (2011)
- Hero (2015)
- One Day: A Valentine Novella (2016)
- Villain (2017)
- The Impossible Vastness of Us (2017)
- The Fragile Ordinary (2018)
- Fight or Flight (2018)
„Бий се или бягай“, изд. „Orange Books“ (2019), прев. Елена Лорънс, ISBN 978-619-171-084-3
- Outmatched (2019) – в съавторство с Кристен Калихан
„Превъзходство“, изд. „Orange Books“ (2022), прев. Снежана Ташева, ISBN 9786191711291
- Much Ado About You (2021)

### Серия „Дъблин Стрийт“ (On Dublin Street)
1. On Dublin Street (2012)
„Дъблин Стрийт“, изд. „Orange Books“ (2014), прев. Надя Баева, ISBN 978-619-171-008-9
2. Down London Road (2013)
„Лондон Роуд“, изд. „Orange Books“ (2014), прев. Надя Баева, ISBN 978-619-171-010-2
3. Before Jamaica Lane (2014)
„Джамейка Лейн“, изд. „Orange Books“ (2015), прев. Надя Баева, ISBN 978-619-171-015-7
4. Fall from India Place (2014)
„Индия Плейс“, изд. „Orange Books“ (2015), прев. Надя Баева, ISBN 978-619-171-017-1
5. Echoes of Scotland Street (2014)
„Скотланд Стрийт“, изд. „Orange Books“ (2015), прев. Надя Баева, ISBN 978-619-171-024-9
6. Moonlight on Nightingale Way (2015)
„Найтингейл Уей“, изд. „Orange Books“ (2016), прев. Надя Баева, ISBN 978-619-171-026-3

#### Серия „Дъблин Стрийт“ – новели
- Until Fountain Bridge (2013)
- Castle Hill (2013)
- Valentine (2015)
- One King's Way (2015)
- Stars Over Castle Hill (2017)
„Любов в Единбург“ – сборник, изд. „Orange Books“ (2017), прев. Надя Баева (съдържа – Фаунтин Бридж; Касъл Хил; Свети Валентин; Кингс Уей), ISBN 978-619-171-033-1

### Серия „The Tale of Lundarmorte“
1. Moon Spell (2010)
2. River Cast (2011)
3. Blood Solstice (2011)

### Серия „Worriors of Ankh“
1. Blood Will Tell (2011)
2. Blood Past (2011)
3. Shades of Blood (2011)

### Серия „Fire Spirits“
1. Smokeless Fire (2011)
2. Scorched Skies (2012)
3. Borrowed Ember (2012)
4. Darkness, Kindled (2013)

### Серия „Into the Deep“
1. Into the Deep (2013)
2. Out of the Shallows (2014)

### Серия „Хартуел“ (Hart's Boardwalk)
1. The One Real Thing (2016С
„Единственото истинско нещо“, изд. „Orange Books“ (2017), прев. Елена Лорънс, ISBN 978-619-171-039-3
2. Every Little Thing (2017)
„Всяко малко нещо“, изд. „Orange Books“ (2018), прев. Елена Лорънс, ISBN 978-619-171-050-8
3. Things We Never Said (2019)
„Неизречени неща“, изд. „Orange Books“ (2020), прев. Елена Лорънс, ISBN 978-619-171-101-7
4. The Truest Thing (2020)
„Най-правилното нещо“, изд. „Orange Books“ (2021), прев. Елена Лорънс, ISBN 978-619-171-109-3

### Серия „Играта започва“ (Play On)
1. Play On (2017)
2. As Dust Dances (2018)
3. Black Tangled Heart (2020)

### СерияTrue Immortality
1. War of Hearts (2019)
2. Kiss of Vengeance (2020)
3. Bound by Forever (2020)